# بین دوستان
بین دوستان (فرانسوی: Entre amis‎) یک فیلم کمدی فرانسوی محصول سال ۲۰۱۵ است.